# Eugène Thivier
Siméon Eugène Thivier, né à Paris le 11 octobre 1845 et mort à Paris 16e le 26 décembre 1920, est un sculpteur néo-classique qui se rapproche du courant symboliste. Son frère, Émile Thivier (1858-1922), est un peintre académique.

## Biographie
Eugène Thivier est l'élève d'Auguste Dumont, de Pierre Loison et de Gabriel-Vital Dubray. Il expose aux Salons à partir de 1865. Il devient sociétaire de la Société des artistes français en 1888. Son œuvre la plus remarquée est un sujet en marbre exposé au musée des Augustins à Toulouse et intitulé Le Cauchemar : une femme nue allongée est en proie à un délire onirique, un animal monstrueux est perché sur sa hanche.

## Œuvres
- Seila célébrant la victoire de son père Josué, Salon de 1867.
- La Jeunesse de Bacchus, Salon de 1867
- Pâris, Salon de 1869.
- Danseuse du Ballet de Faust, Salon de 1870[1].
- Pierrot musicien, Salon de 1875.
- Une chienne de race Saint-Germain, Salon de 1876.
- Locuste préparant le poisson qui fit périr Claude, Salon de 1876[2].
- Le Cauchemar, 1894, musée des Augustins, Toulouse.
- Monument à Alfred Sisley, buste en bronze et personnage en calcaire, inauguré en 1911 sur le Champs de Mars à Moret-sur-Loing, transféré en 1994 sur la place de Samois de la même ville.
- L'Ivresse, Salon de 1903, localisation inconnue.
- Fontaine de Jouvence, 1906, Rio de Janeiro.
- Le Rêve, Skikda, Algérie[3].

Exposant un Pierrot musicien au Salon de 1875, Thivier est nommé Le sculpteur des Folies-Bergères par le critique Mario Proth :

« La charge sculpturale est représentée par une œuvre très réussie de M. Thivier, le sculpteur des Folies-Bergères. C'est Pierrot musicien, Pierrot mimant une élégiaque chanson, avec accompagnement d'une guitare de son invention, une oie infortunée dont le large bec pousse une plainte désespérée, sous les pincements de son bourreau. C'est bien parisien, d'un esprit nerveux et cherché, mais fort prestement enlevé. Il a ri, le critique austère. Il est désarmé. »

## Distinction
- Il reçoit une médaille de bronze à l'Exposition Universelle de 1900[5].

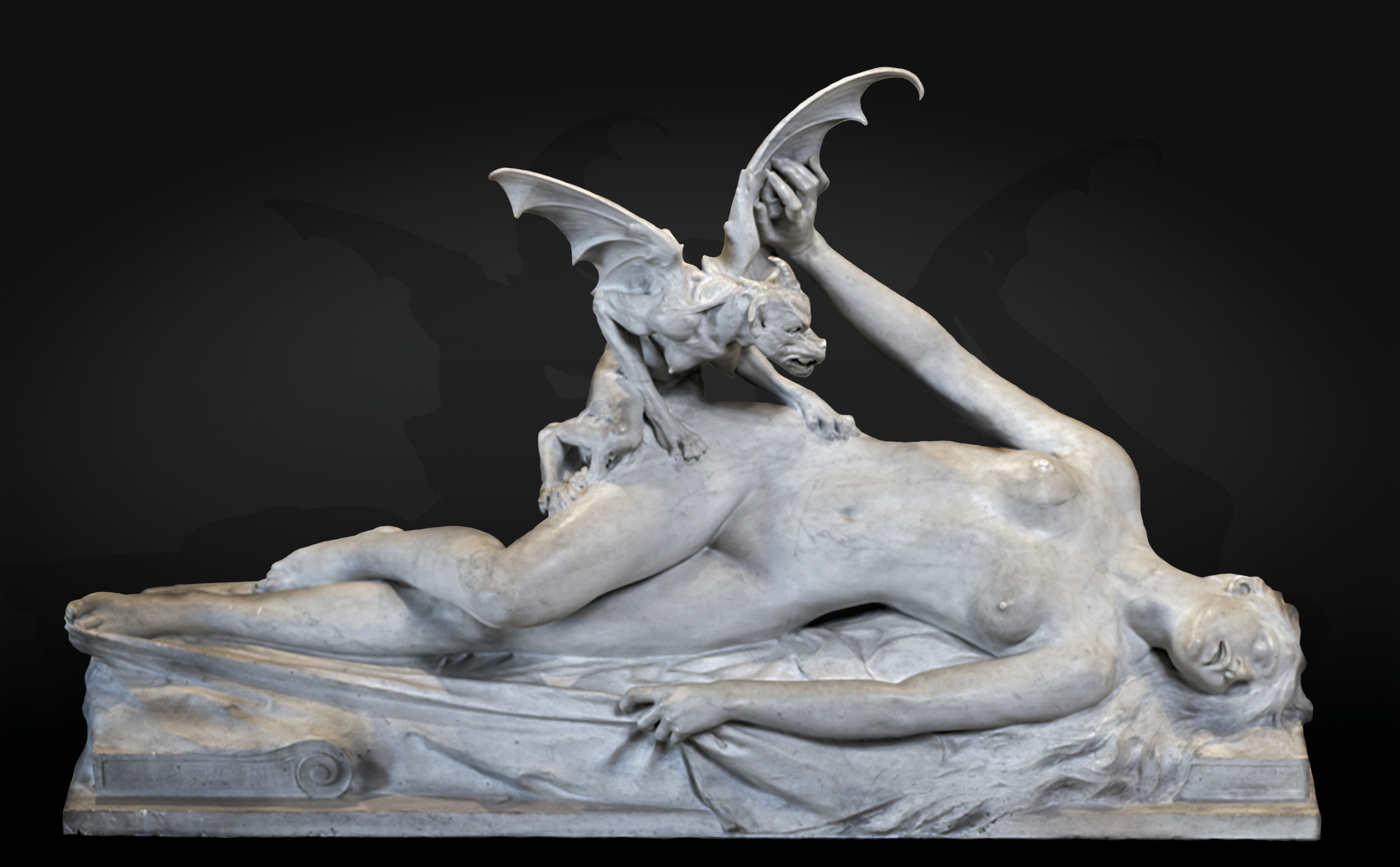
Le Cauchemar.
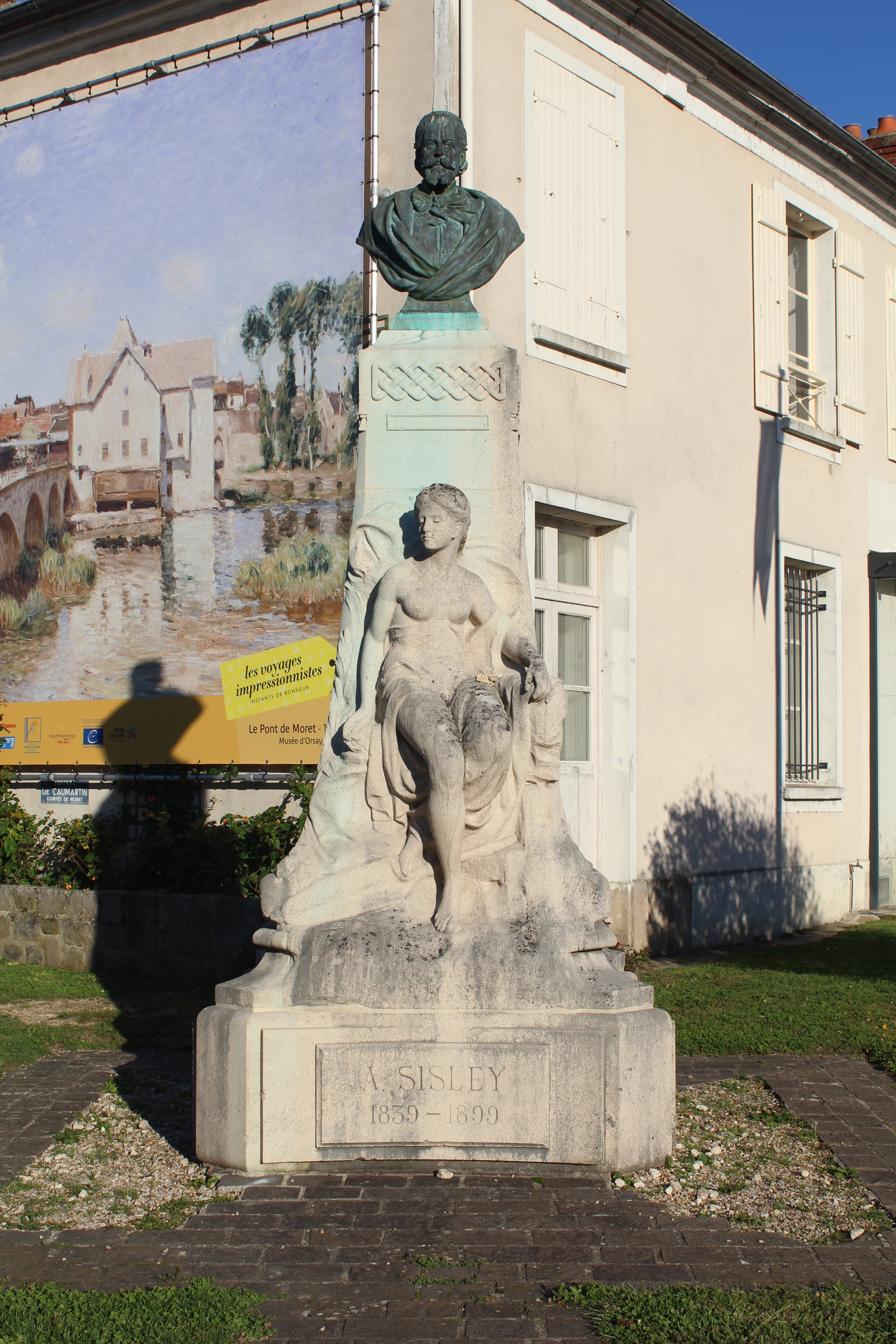
Monument à Alfred Sisley.
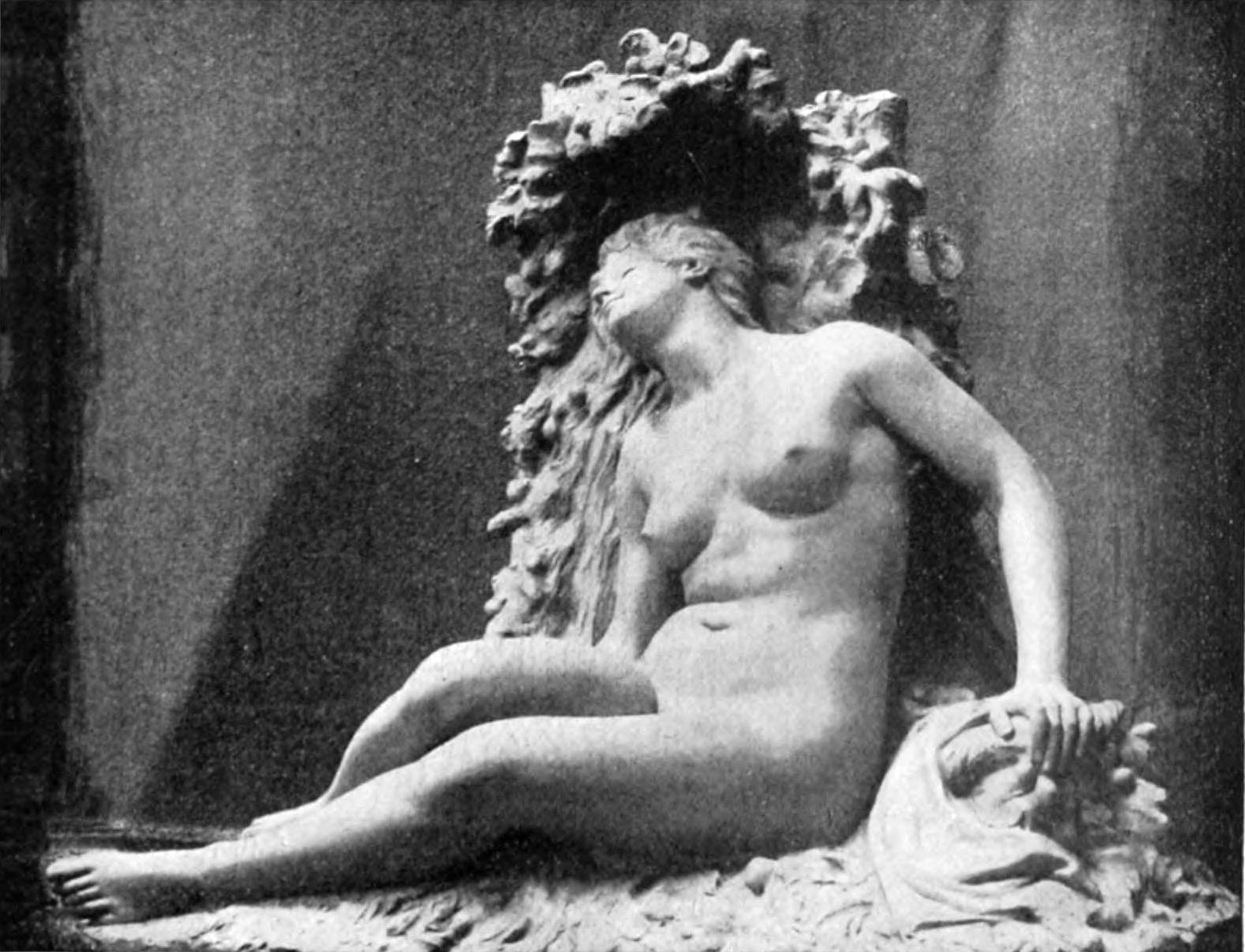
L'Ivresse.